# Masaharu Nishi
Masaharu Nishi (Fukuoka, 29 mei 1977) is een voormalig Japans voetballer.

## Carrière
Masaharu Nishi speelde tussen 1996 en 2003 voor Avispa Fukuoka en Ventforet Kofu.